# Industrie textile rémoise
L'industrie textile rémoise était un secteur économique important de la ville de Reims avec celui du secteur d’alimentation des maisons à succursales multiples avant celui que du champagne ne devienne prépondérant.
Dans le département de la Marne, l'industrie textile s'était majoritairement répandue sur Reims et sur la Vallée de la Suippes.

## Histoire
Au Moyen Âge, l'industrie et le commerce des tissus de laine est prospère. Il s’agit surtout de laines peignées car il est alors interdit de carder la laine.
Cette prospérité est due à la présence de la matière première obtenu grâce aux nombreux troupeaux de moutons qui paissent la Champagne pouilleuse et aux Foires de Champagne favorables au commerce des tissus.

### Colbert auXVIIesiècle
Colbert, né à Reims, fils d’un négociant en tissus rémois, réorganise l’industrie et le commerce.
Il impose une réglementation et un contrôle sévère de la fabrication des tissus.
Mais il échoue à installer une Manufacture Royale de tissus à Reims.

### Colbert auXVIIIesiècle
Au XVIIIe siècle, le tissage est encore artisanal avec dans Reims, une concentration dans la paroisse de Saint-Remi. 

### La période révolutionnaire favorable à l’industrialisation

#### Les bâtiments religieux deviennent des usines
Les révolutionnaires considérant qu’il y avait trop de bâtiments ecclésiastiques les saisissent et les vendent comme biens nationaux.
Un grand nombre de ces bâtiments seront rachetés et transformés en usines textile au XIXe siècle.
Leurs noms seront souvent repris dans l’appellation de ces usines. Il s’agit de :
- Le couvent des Carmes sera transformé en manufacture d’étoffe 49° 14′ 52″ nord, 4° 02′ 24″ est

- Le couvent des Augustins sera transformé en manufacture d’étoffe (1808) 49° 15′ 05″ nord, 4° 02′ 25″ est

- Le couvent des Cordeliers sera transformé en magasin et manufacture de laine 49° 15′ 18″ nord, 4° 02′ 17″ est,

- Le couvent des Jacobins sera transformé en filature 49° 15′ 06″ nord, 4° 01′ 54″ est,

- Le couvent des Capucins sera transformé en « Tissage de laine peignée et cardée et filature des Capucins 49° 15′ 02″ nord, 4° 01′ 46″ est

- Le couvent du Mont-Dieu sera transformé en « Tissage et filature du Mont-Dieu » 49° 14′ 59″ nord, 4° 02′ 27″ est,

- Le couvent de Saint-Antoine sera transformé en filature
- Le couvent de Saint-Pierre-les-Dames sera transformé en peignage, filature et tissage 49° 15′ 10,23″ nord, 4° 02′ 15,75″ est,

- Le couvent de Saint-Étienne sera transformé en filature 49° 14′ 54″ nord, 4° 02′ 11″ est,

- Le couvent de Sainte-Claire sera transformé en filature 49° 15′ 01″ nord, 4° 02′ 08″ est,

- Le couvent de la Congrégation sera transformé en maison de négoce
- Le couvent des Longuaux sera transformé en filature cardée 49° 14′ 52″ nord, 4° 01′ 57″ est,

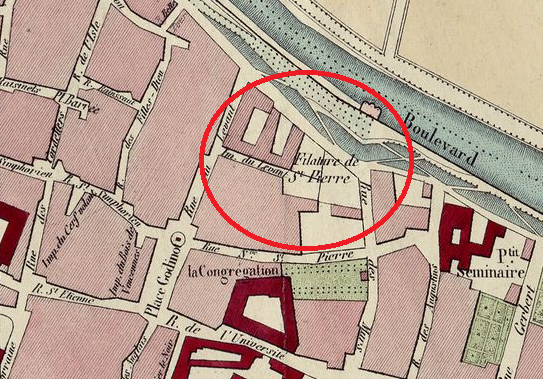
Filature de St Pierre
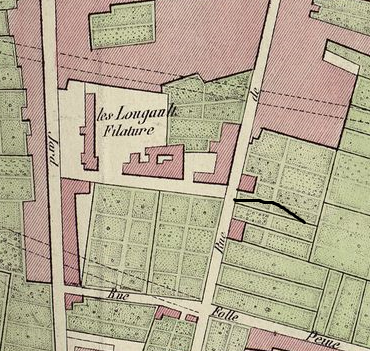
Filature Les Longault

### L'industrialisation

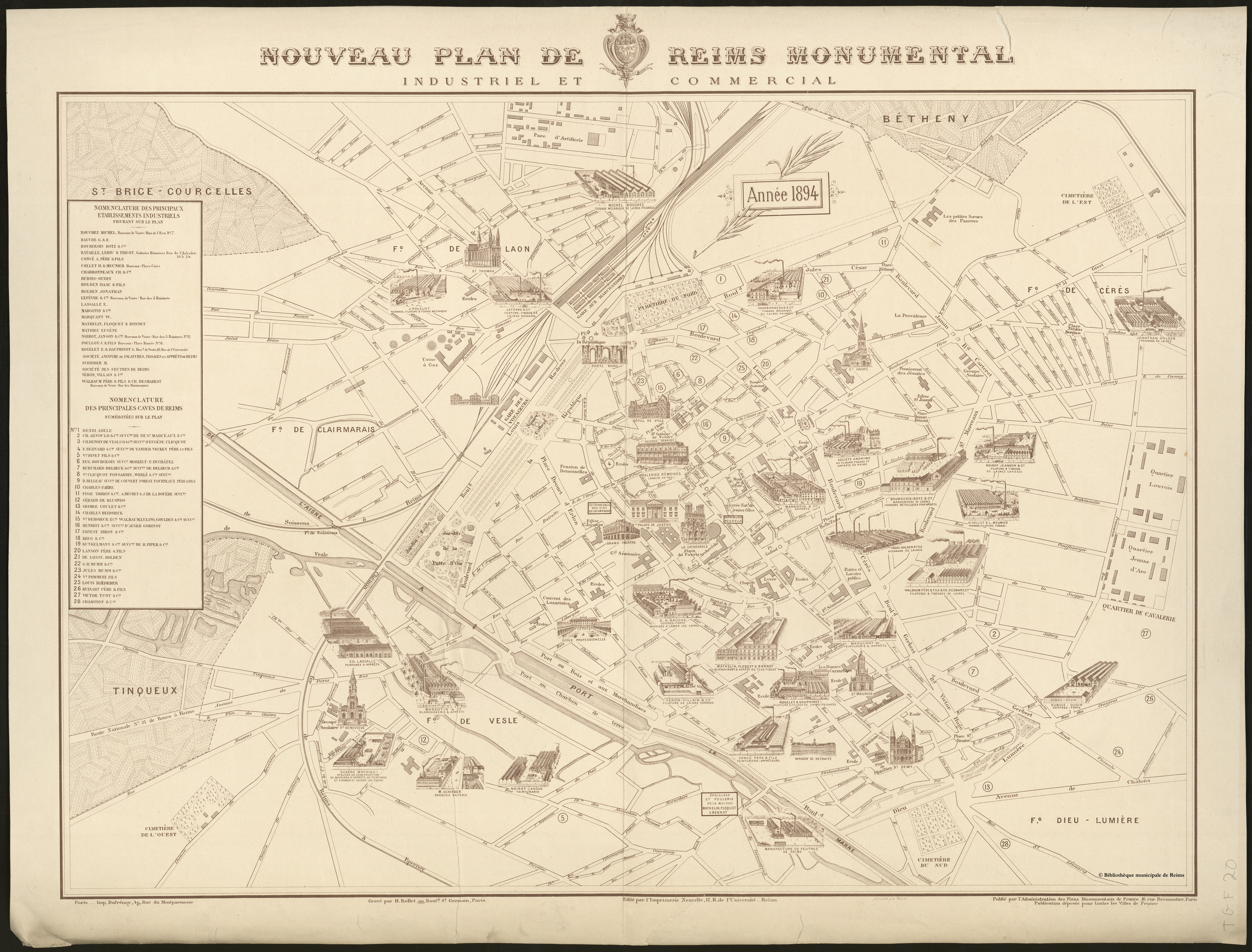
Plan industriel de Reims en 1894

La mécanisation de l'industrie et la concentration dans des ateliers des ouvriers qui travaillent dans des conditions très dures (longueur extrême des journées de travail, insécurité…) remplacent progressivement le travail à domicile.
Le développement du machinisme commença avec la filature mécanique. 
Nicolas Ponsardin, Derodé-Cornette, Jobert Lucas, créèrent les premiers établissements industriels dans les anciens bâtiments ecclésiastiques. 
Le premier tissage mécanique fut ouvert en 1839 par Croutelle au pont Fléchambault. 
Il se poursuit ensuite en créant de nouveaux établissements, dans les faubourgs de Reims, en dehors du périmètre historique de Reims.
Le peignage mécanique arriva à Reims en 1851, introduit par l’anglais Holden avec l‘usine des Nouveaux Anglais qui était  située au 61 boulevard Dauphinot à Reims.

### La Grande Guerre
Les usines sont pour la plupart détruites ou fortement endommagées.

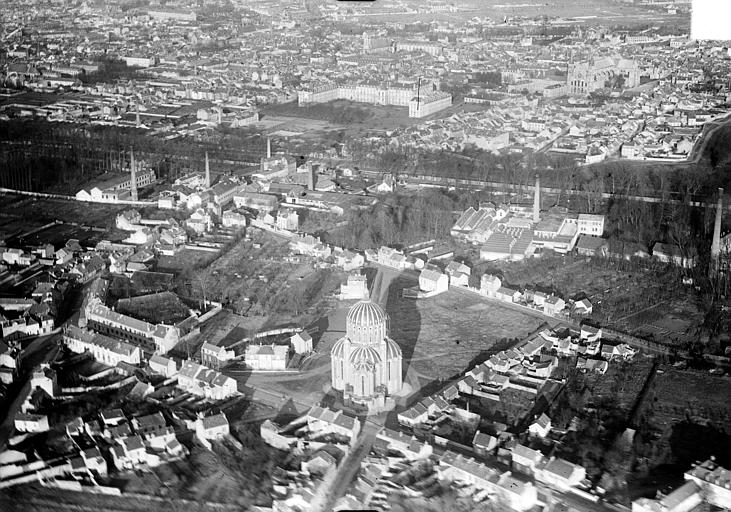
En 1918, les cheminées des usines, quartier sainte-Anne.

### La reconstruction
Les usines, détruites ou fortement endommagées, seront en partie seulement reconstruites (27 sur les 50 présentes  avant la guerre).

## La structure de l’industrie lainière à Reims

### La Fabrique de Reims
La fabrique était un ensemble de commerçant qui achètent la matière première ou des produits manufacturés et les distribuent à des ouvriers groupés en petits ateliers ou travaillant en chambre.

### La société industrielle
La société industrielle est créée en 1834. 
Elle fonctionna jusqu’en 1848, date de la dernière assemblée générale.

### Le Syndicat des Producteurs de laines
Le Syndicat des Producteurs de laines était situé 5 boulevard de la République à Reims.
Il s’agit d’un organisme de transformation pour la vente directe aux filateurs de laine en France et à l’étranger.

### Le Bureau de conditionnement et de mesurage

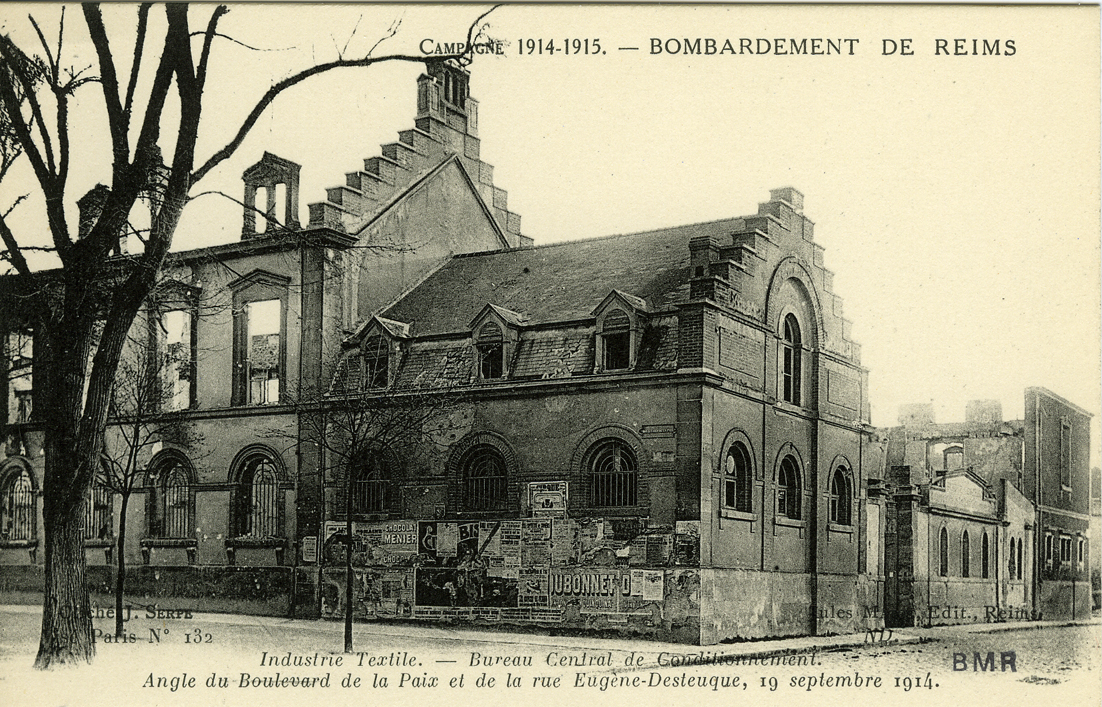
Le bureau au sortir de la Grande Guerre.

Un Bureau central de mesurage des tissus est créé par la municipalité pour répondre à la demande des fabricants. Ils veulent que la vérification de la longueur et de la qualité des tissus soit faite de telle sorte qu’elle garantisse l’indépendance et l’impartialité des mesureurs.
Un local dédié est construit par Narcisse Brunette en 1856 à l'angles des rues Desteuque et Ponsardin.

### Société des Déchets de la Fabrique de Reims49° 14′ 59″ nord, 4° 02′ 02″ est
La Société Anonymes des Déchets de la Fabrique de Reims a été créée en 1834. Elle était située rue du jard à Reims.
Le but premier était de lutter contre la contrebande de vrai et faux déchets. En effet pour améliorer leur fin de mois, certains ouvriers fabriquaient de faux déchets pour les revendre hors circuit légaux.
Cela avait également pour effet, selon les manufacturiers de faire baisser la qualité des produits finit.
Dans son fonctionnement, la société collectait les déchets de laines pour les rendre propre à la filature cardée et à la fabrication de feutres.
Les bénéfices étaient répartis entre les actionnaires, les vendeurs-actionnaires et les anciens ouvriers en faisant don aux bonnes œuvres.
Elle était administrée par 12 administrateurs issus des industriels ou négociants en laine de Reims et de sa région.

## Familles patronales

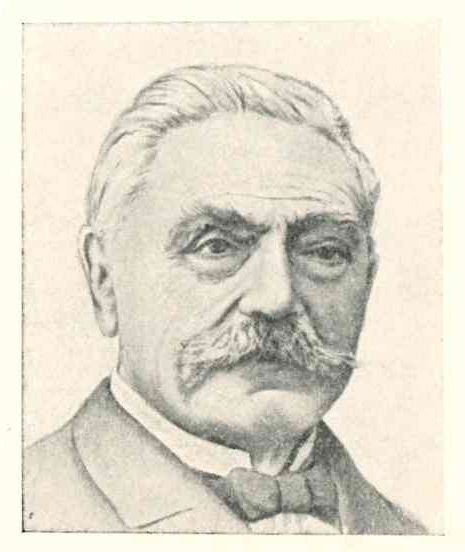
Portrait d'Auguste Walbaum

La famille Walbaum est une famille dont la première activité est le négoce de champagne mais dont une partie s’orienta dans le textile.
La famille Holden représentée en France par Isaac Holden et Jonathan Holden est une famille d'industriels originaires de Bradford en Angleterre. Elle crée le premier peignage industriel à Reims. La dimension de l’usine et de ses annexes conduisent à la création d’un quartier Anglais avec une église anglicane.

## Inventions, perfectionnements Rémois
- Caléfacteur : brevet déposé en 1840 par MM Bureau-Brisset et Fils de Reims.